# Adolf Wende
Adolf Wende (* 3. April 1873 in Winzig; † nach 1932) war ein deutscher Landwirt, Gutsbesitzer und Politiker (DNVP).

## Leben
Wende wurde als Sohn eines Landwirtes geboren. Nach dem Besuch der Elementarschule und der Privatschule arbeitete er ab 1887 als praktischer Landwirt auf dem väterlichen Bauerngut, das sich seit 1779 im Besitz der Familie befand. Von 1893 bis 1895 leistete er Militärdienst beim 4. Niederschlesischen Infanterie-Regiment Nr. 51. Von August 1914 bis November 1918 nahm er als Soldat beim Landsturm-Infanterie-Bataillon Wohlau VI (Landsturm-Infanterie-Regiment Nr. 23) am Ersten Weltkrieg teil. Er war zunächst Unteroffizier und erhielt am 29. Juli 1916 die Ernennung zum Feldwebel. Während des Krieges wurde er mit dem Eisernen Kreuz II. Klasse ausgezeichnet.
Neben seiner beruflichen Tätigkeit als Landwirt und Gutsbesitzer war Wende seit 1903 Vorsitzender des Vereins der Landwirte zu Winzig und seit 1906 Vorsitzender des Turnvereins Winzig. Von 1906 bis 1919 fungierte er als Kreistaxator für die Liegnitz-Wohlauer Fürstentums-Landschaft, danach als Kreistaxator für den Landkreis Wohlau.
Wende war seit 1919 Vorsitzender der Deutschnationalen Volkspartei (DNVP) im Landkreis Wohlau. Im Februar 1921 wurde er als Abgeordneter in den Preußischen Landtag gewählt, dem er ohne Unterbrechung bis 1932 angehörte. Im Parlament vertrat er den Wahlkreis 7 (Breslau).